# Chiesa di Santa Lucia (San Martino in Badia)
La chiesa di Santa Lucia (in tedesco Kirche der Heiligen Lucia) è la parrocchiale di Longiarù (Campill), frazione di San Martino in Badia (Sankt Martin in Thurn) in provincia autonoma di Bolzano. Appartiene al decanato della Val Badia della diocesi di Bolzano-Bressanone e risale al XIV secolo.

## Storia

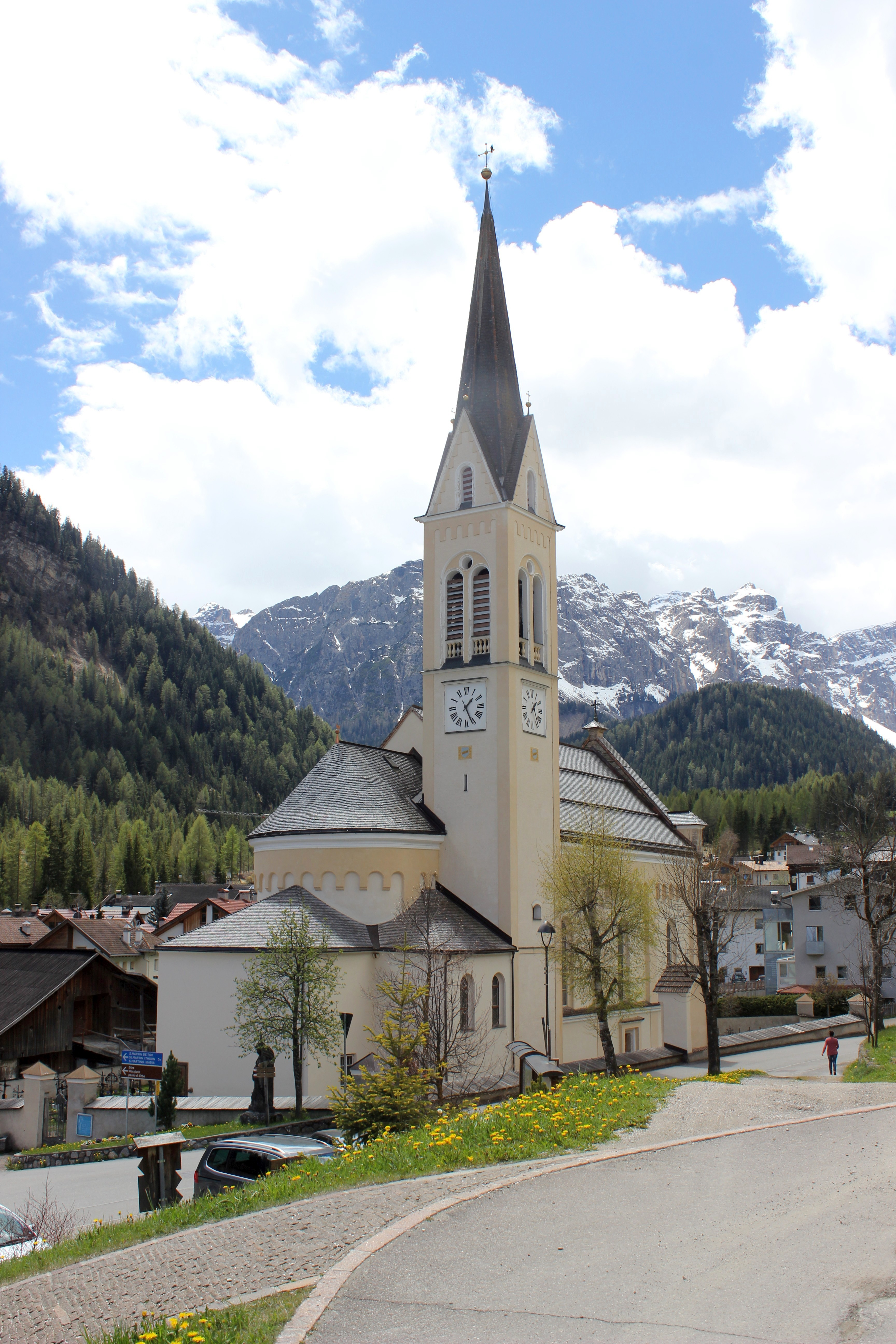
Chiesa parrocchiale di Santa Lucia a Longiarù

La primitiva chiesa parrocchiale al centro dell'abitato di Longiarù viene citata in un documento che risale al 1371. Un'alluvione che colpì l'intero territorio la distrusse completamente e fu necessaria la sua completa ricostruzione, avvenuta solo nella seconda metà del XIX secolo. Dal 1867 tale edificio appare in stile neoromanico. Durante gli anni settanta del XX secolo l'edificio è stato completamente restaurato e ristrutturato.

### Leggenda delle campane di Lungiarü
Su un sito diverso da quello dove sorge il luogo di culto recente era stata costruita la prima chiesa della comunità, particolarmente bella. Una disastrosa frana alluvionale la distrusse con l'intero paese. Si iniziò la costruzione di una nuova chiesa e, molto prima che fosse ultimata, i valligiani iniziarono a sentire il suono di campane. La prima volta che avvenne, subito dopo che le campane smisero di suonare, a Longiarù cadde una violenta pioggia. Da quel momento il suono delle campane che proveniva dall'antica chiesa sepolta a lungo preannunciò l'arrivo del maltempo.

## Descrizione

### Esterno
Il luogo di culto sorge nell'area del cimitero della comunità ed è caratterizzato da una facciata a capanna con due spioventi. Il portale architravato è sormontato da una lunetta con la scritta D.O.M. S. LUCIA ORA PRO NOBIS.  La torre campanaria si trova in posizione molto arretrata affiancata all'edificio, alla sua sinistra. La cella campanaria si apre con quattro finestre a bifora e la copertura apicale è costituita da una piramide acuta a base ottagonale.

### Interno
La sala è arricchita di affreschi attribuiti a Francesco Rudiferia. La pala sull'altare maggiore raffigura la titolare con altre sante: Santa Agnese, Santa Lucia e Santa Agata. Sugli altari laterali sono conservati dipinti di San Iodocus.